# Wydział Prawa i Komunikacji Społecznej we Wrocławiu Uniwersytetu SWPS
Wydział Prawa i Komunikacji Społecznej – jeden z wydziałów Uniwersytetu SWPS we Wrocławiu. Kształci ponad 700 studentów: prawników, medioznawców, kulturoznawców, projektantów i grafików.
Studenci wydziału mają do dyspozycji laboratoria komputerowe wyposażone w najnowszy sprzęt i oprogramowanie graficzne (Adobe Creative Suite, 2ds MAX, Maya, Softimage, MotionBuilder, Mudbox, Toxik, Sticher, SketchBookPro, FontLab Studio), pracownię plastyczno-drukarską, studio fotograficzne do realizacji sesji zdjęciowych i tworzenia animacji, salę fokusową oraz pracownię neuropsychologiczną z aparaturą do monitorowania reakcji konsumenckich.
Z wydziałem są związani m.in.:
- prof. Hubert Izdebski;
- prof. Michael Fleischer;
- prof. Jerzy Olek;
- red. Tomasz Wołodźko;
- red. Wojciech Cegielski.

## Studia

### Działalność dydaktyczna
Wydział prowadzi studia prawnicze według anglosaskiego wzorca uczenia prawa. Studenci pracują na kazusach, biorą udział w praktykach, zajęciach warsztatowych i symulacyjnych. Oprócz tego wydział oferuje studia dziennikarskie (w obszarze dziennikarstwa i medioznawstwa wydział na stałe współpracuje z takimi mediami, jak: „Gazeta Wyborcza” i Radio Eska oraz z agencjami brandingowymi i public relations) oraz graficzne i projektowe (human-centered design łączy umiejętności techniczne z wiedzą z zakresu komunikacji społecznej i psychologii).

## Władze

### Kierownictwo Wydziału
- Dziekan – prof. dr hab. Igor Borkowski
- Prodziekan ds. studenckich – dr Marcin Wysocki
- Prodziekan ds. dydaktycznych – dr Mateusz Radajewski

## Struktura

### Katedry, zakłady i organizacje studenckie
- Katedra Prawa
- Katedra Grafiki
- Katedra Dziennikarstwa i Komunikacji Społecznej

### Organizacje studenckie
- Koło Naukowe Katedry Prawa we Wrocławiu
- Koło Naukowe Po Co To
- Koło Naukowe Scientia Nobilitat
- Organizacja Studencka obiekTYw
- Organizacja Studencka Sound Study
- Pismo Prywatne
- Studenckie Koło Nagraniowe „NAGŁOS"